# División de Honor femenina de balonmano 2019-20
La División de Honor femenina de balonmano 2019-20, denominada por motivos de patrocinio Liga Guerreras Iberdrola, es la 63.ª edición de la competición de liga de la máxima categoría del balonmano femenino en España.

## Equipos
| Equipo                   | Localidad     | Estadio                                   |
| ------------------------ | ------------- | ----------------------------------------- |
| Balonmano Salud Tenerife | Tenerife      | Pabellón Municipal del Barrio de la Salud |
| Elche Mustang            | Elche         | Pabellón Municipal Carrús                 |
| Super Amara Bera Bera    | San Sebastián | Polideportivo Municipal Bidebieta         |
| Prosetecnisa Zuazo       | Baracaldo     | Polideportivo Municipal de Lasesarre      |
| Mecalia Atl. Guardes     | La Guardia    | Pabellón Municipal de A Sangriña          |
| BM Porriño               | Porriño       | Pabellón Municipal de Porriño             |
| Aula Valladolid          | Valladolid    | Polideportivo Huerta del Rey              |
| Rocasa Gran Canaria ACE  | Telde         | Pabellón Insular Antonio Moreno           |
| Helvetia BM Alcobendas   | Alcobendas    | Pabellón de los Sueños                    |
| Rincón Fertilidad Málaga | Málaga        | Pabellón José Luis Pérez Canca            |
| KH-7 BM. Granollers      | Granollers    | Palacio de Deportes de Granollers         |
| B.M.C. Liberbank Gijón   | Gijón         | Pabellón de Deportes La Arena             |

## Clasificación
|                                                                     |                              | Últimos | Puntos | J  | G  | E | P  | GF  | GC  | DIF |
| ------------------------------------------------------------------- | ---------------------------- | ------- | ------ | -- | -- | - | -- | --- | --- | --- |
| 1                                                                   | Super Amara Bera Bera        | -----   | 30     | 16 | 14 | 2 | 0  | 485 | 355 | 130 |
| 2                                                                   | Club Balonmano Elche         | -----   | 26     | 16 | 12 | 2 | 2  | 422 | 373 | 49  |
| 3                                                                   | Mecalia Atlético Guardés     | -----   | 23     | 16 | 10 | 3 | 3  | 394 | 365 | 29  |
| 4                                                                   | BMC Liberbank Gijón          | -----   | 22     | 16 | 10 | 2 | 4  | 449 | 417 | 32  |
| 5                                                                   | Rincón Fertilidad Málaga     | -----   | 16     | 16 | 8  | 0 | 8  | 413 | 428 | -15 |
| 6                                                                   | KH-7 BM. Granollers          | -----   | 16     | 16 | 7  | 2 | 7  | 438 | 440 | -2  |
| 7                                                                   | Aula Alimentos de Valladolid | -----   | 15     | 16 | 7  | 1 | 8  | 399 | 412 | -13 |
| 8                                                                   | Rocasa Gran Canaria          | -----   | 14     | 16 | 6  | 2 | 8  | 422 | 417 | 5   |
| 9                                                                   | Balonmano Salud Tenerife     | -----   | 10     | 16 | 4  | 2 | 10 | 410 | 456 | -46 |
| 10                                                                  | Zubileta Evolution BM. Zuazo | -----   | 10     | 16 | 4  | 2 | 10 | 399 | 432 | -33 |
| 11                                                                  | Conservas Orbe BM Porriño    | -----   | 7      | 16 | 2  | 3 | 11 | 379 | 436 | -57 |
| 12                                                                  | Helvetia BM. Alcobendas      | -----   | 3      | 16 | 1  | 1 | 14 | 349 | 428 | -79 |
| Fuente: Federación Española de Balonmano (actualización automática) |                              |         |        |    |    |   |    |     |     |     |

## Mejores jugadoras
Cada año se elige a las mejores jugadoras y al mejor entrenador durante la temporada en cuestión. Este año, las mejores jugadoras fueron:

### 7 ideal
| 7 inicial               | Jugadora          | Equipo                   |
| ----------------------- | ----------------- | ------------------------ |
| Mejor extremo izquierda | Sole López        | Rincón Fertilidad Málaga |
| Mejor lateral izquierda | Giulia Guarieiro  | KH-7 Bm Granollers       |
| Mejor central           | Carmen Campos     | Mecalia Atl. Guardes     |
| Mejor pivote            | Ainhoa Hernández  | Balonmano Zuazo          |
| Mejor lateral derecha   | Esperanza López   | Rincón Fertilidad Málaga |
| Mejor extremo derecho   | Isabelle Medeiros | Rincón Fertilidad Málaga |
| Mejor portera           | Marisol Carratú   | Mecalia Atl. Guardes     |

### Otros galardones
| Galardones          | Jugadora           | Equipo                       |
| ------------------- | ------------------ | ---------------------------- |
| MVP                 | Jénnifer Gutiérrez | Elche Mustang                |
| Mejor defensora     | María Flores       | Elche Mustang                |
| Máxima Goleadora    | Jénnifer Gutiérrez | Elche Mustang                |
| Mejor Joven Promesa | Elba Álvarez       | Aula Alimentos de Valladolid |
| Mejor entrenador    | Joaquín Rocamora   | Elche Mustang                |